# Vasivaea podocarpa
Vasivaea podocarpa là một loài thực vật có hoa trong họ Cẩm quỳ. Loài này được Kuhlm. miêu tả khoa học đầu tiên năm 1940.